# Joaquim Serra (mathématicien)
Pour les articles homonymes, voir Joaquim Serra et Serra.
Joaquim Serra Montolí est un mathématicien espagnol né le 20 octobre 1986 à Barcelone.

## Biographie
Serra étudie à l'Université polytechnique de Catalogne (UPC) de Barcelone avec une maîtrise en 2010 et un doctorat sous la direction de Xavier Cabré en 2014 (titre de la thèse: Elliptic and parabolic PDEs: regularity for nonlocal diffusion equations and two isoperimetric problems). En tant que chercheur postdoctoral, il travaille dans l'industrie (consultant à la Arcvi Big Data Agency), et est partiellement  à l'UPC, a l'Institut Weierstrass d'analyse appliquée et de stochastique à Berlin avec Enrico Valdinoci et à partir de 2016 à l'École polytechnique fédérale de Zurich avec Alessio Figalli. Depuis 2018, il bénéficie d'une bourse du Fonds national suisse de la recherche scientifique Ambizione à l'EPFZ.
Il travaille sur des problèmes de régularité des équations aux dérivées partielles elliptiques et paraboliques, des équations de réaction-diffusion, des transitions de phase, des aires minimales, des problèmes de valeurs aux limites libres et des équations différentielles intégrales.
En 2016, il reçoit le prix Josep Teixidó de la Société mathématique catalane, en 2018 le prix Jose Luis Rubio de Francia de la Société royale mathématique espagnole et en 2019 le prix Antonio Valle de la Société espagnole de mathématiques appliquées. En 2020/21, il reçoit le prix de la Société mathématique européenne.

## Publications (sélection)
- [2020] Alessio Figalli, Xavier Ros-Oton et Joaquim Serra, « Generic regularity of free boundaries for the obstacle problem », Publications mathématiques de l'IHÉS, vol. 132, no 1,‎ 2020, p. 181–292 (DOI 10.1007/s10240-020-00119-9, arXiv 1912.00714)
- [2020] Xavier Fernández-Real et Joaquim Serra, « Regularity of minimal surfaces with lower-dimensional obstacles », Journal für die reine und angewandte Mathematik (Crelles Journal), vol. 2020, no 767,‎ 2020, p. 37–75 (DOI 10.1515/crelle-2019-0035)
- [2020] Serena Dipierro, Joaquim Serra et Enrico Valdinoci, « Improvement of Flatness for Nonlocal Phase Transitions », American Journal of Mathematics, vol. 142, no 4,‎ 2020, p. 1083–1160 (DOI 10.1353/ajm.2020.0032, arXiv 1611.10105)
- [2020] Xavier Cabré, Eleonora Cinti et Joaquim Serra, « Stable s-minimal cones in ℝ3 are flat for s ~ 1 », Journal für die reine und angewandte Mathematik (Crelles Journal), vol. 2020, no 764,‎ 2020, p. 157–180 (DOI 10.1515/crelle-2019-0005)
- [2020] Alessio Figalli et Joaquim Serra, « On stable solutions for boundary reactions: a De Giorgi-type result in dimension 4 + 1 », Inventiones mathematicae, vol. 219, no 1,‎ 2019, p. 153–177 (DOI 10.1007/s00222-019-00904-2)
- [2019] Eleonora Cinti, Joaquim Serra et Enrico Valdinoci, « Quantitative flatness results and $BV$-estimates for stable nonlocal minimal surfaces », Journal of Differential Geometry, vol. 112, no 3,‎ 2019, p. 447–504 (DOI 10.4310/jdg/1563242471, arXiv 1602.00540)
- [2018] Alessio Figalli et Joaquim Serra, « On the fine structure of the free boundary for the classical obstacle problem », Inventiones mathematicae, vol. 215, no 1,‎ 2018, p. 311–366 (DOI 10.1007/s00222-018-0827-8, arXiv 1709.04002)
- [2017] Luis Caffarelli, Xavier Ros-Oton et Joaquim Serra, « Obstacle problems for integro-differential operators: regularity of solutions and free boundaries », Inventiones mathematicae, vol. 208, no 3,‎ 2017, p. 1155–1211 (DOI 10.1007/s00222-016-0703-3, arXiv 1601.05843)
- [2017] Xavier Ros-Oton, Joaquim Serra et Enrico Valdinoci, « Pohozaev identities for anisotropic integrodifferential operators », Communications in Partial Differential Equations, vol. 42, no 8,‎ 2017, p. 1290–1321 (DOI 10.1080/03605302.2017.1349148)
- [2016] Xavier Ros-Oton et Joaquim Serra, « Regularity theory for general stable operators », Journal of Differential Equations, vol. 260, no 12,‎ 2016, p. 8675–8715 (DOI 10.1016/j.jde.2016.02.033, arXiv 1412.3892)
- [2016] Xavier Ros-Oton et Joaquim Serra, « Boundary regularity for fully nonlinear integro-differential equations », Duke Mathematical Journal, vol. 165, no 11,‎ 2016, p. 2079–2154 (DOI 10.1215/00127094-3476700, arXiv 1404.1197)
- [2015] Joaquim Serra, « Regularity for fully nonlinear nonlocal parabolic equations with rough kernels », Calculus of Variations and Partial Differential Equations, vol. 54, no 1,‎ 2014, p. 615–629 (DOI 10.1007/s00526-014-0798-6, arXiv 1401.4521)
- [2015] Xavier Ros-Oton et Joaquim Serra, « Nonexistence Results for Nonlocal Equations with Critical and Supercritical Nonlinearities », Communications in Partial Differential Equations, vol. 40, no 1,‎ 2014, p. 115–133 (DOI 10.1080/03605302.2014.918144, arXiv 1309.5407)
- [2014] Xavier Ros-Oton et Joaquim Serra, « The extremal solution for the fractional Laplacian », Calculus of Variations and Partial Differential Equations, vol. 50, nos 3-4,‎ 2013, p. 723–750 (DOI 10.1007/s00526-013-0653-1, arXiv 1305.2489)
- [2014] Xavier Ros-Oton et Joaquim Serra, « The Pohozaev Identity for the Fractional Laplacian », Archive for Rational Mechanics and Analysis, vol. 213, no 2,‎ 2014, p. 587–628 (DOI 10.1007/s00205-014-0740-2, arXiv 1205.0494)
- [2014] Xavier Ros-Oton et Joaquim Serra, « The Dirichlet problem for the fractional Laplacian: Regularity up to the boundary », Journal de Mathématiques Pures et Appliquées, vol. 101, no 3,‎ 2014, p. 275–302 (DOI 10.1016/j.matpur.2013.06.003)